# هربرت بريدي
هربرت بريدي (بالإستونية: Herbert Brede)‏ هو عسكري إستوني، ولد في 25 أبريل 1888 في تالين في إستونيا، وتوفي في 6 أكتوبر 1942 في نوريلسك في روسيا.